# Alsophila apteraria
Alsophila apteraria är en fjärilsart som beskrevs av Adrian Hardy Haworth 1809. Alsophila apteraria ingår i släktet Alsophila och familjen mätare. Inga underarter finns listade i Catalogue of Life.